# Giovanni Battista Tiepolo

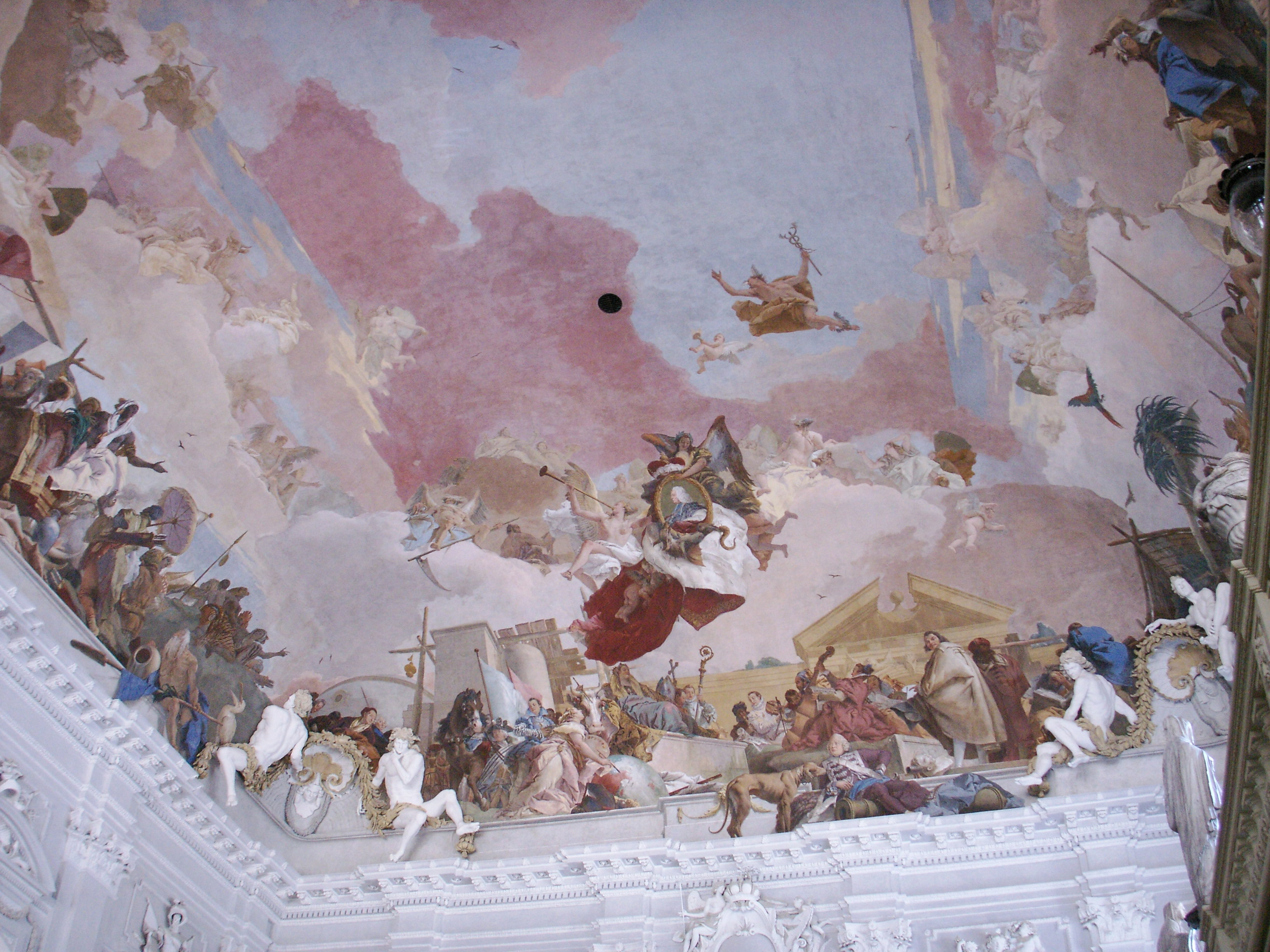
Tiepolo: Deckenfresko des Treppenhauses, Residenz Würzburg.
Auf diesem Fresko – seinem Hauptwerk – hat Tiepolo auch sich selbst (links über der Ecke) dargestellt, dazu den Architekten Balthasar Neumann (mit Schärpe und riesigem Hund) und den Stuckateur Antonio Giuseppe Bossi (schräg rechts über Neumann, mit auffälligem Umhang).

Giovanni Battista Tiepolo (auch Giambattista Tiepolo und Giovanbattista Tiepolo; * 5. März 1696 in Venedig; † 27. März 1770 in Madrid) war einer der bedeutendsten venezianischen Maler des ausklingenden Barock und des Rokoko. Sein Werk umfasst Darstellungen von Heldenepen, Historien, Opernszenen und Götterfesten. Auch bereicherte er kirchliche Altäre mit einer Vielzahl solcher Gemälde mit Putten und Amoretten.

## Leben
Giovanni Battista Tiepolo wurde am 5. März 1696 in Venedig als jüngstes von sechs Kindern seiner Mutter Orsetta und seines Vaters Domenico, der ein kleines Schiff sein eigen nannte, geboren. Am 16. April des gleichen Jahres wurde er getauft. Tiepolo wurde bei einem Bruder seiner Mutter in die Malerlehre geschickt, orientierte sich jedoch stärker an dem vierzehn Jahre älteren Giovanni Battista Piazzetta. Sein Lehrer war Gregorio Lazzarini. 17-jährig wurde er in das Zunftverzeichnis der Maler eingetragen. Im Alter von 18 Jahren machte sich Giovanni Battista Tiepolo selbstständig, mit 21 wurde er Meister. Er feierte schnell Erfolge, die ihn zu einem begehrten und berühmten Maler machten. Neben den Auftraggebern in Venedig gehörte auch der Erzbischof von Udine, Daniele Dolfin zu seien Auftraggebern, der Tiepolo mit dem Ausmalen einiger Räume des Bischofspalastes und weiteren Arbeiten beauftragte.
Als erste Meisterwerke gelten ein Zyklus von enormen Bildern für einen Repräsentationsraum im Ca' Dolfin in der Zeit 1726–17 mit Motiven von Schlachten aus der Zeit der römischen Antike.
1730–31 war Tiepolo erstmals außerhalb Venetiens tätig, indem er im Auftrag des Grafen Carlo Archinto im Palazzo Archinto in Mailand fünf Deckengemälde gestaltete, so Triumph der Künste und Wissenschaft, Apollo und Phaëton Perseus und Andromeda, Juno, Fortuna und Venus und Nobility
Anton Georg von Clerici beauftragte Tiepolo 1740 mit dem Deckengemälde im Palazzo Clerici in Mailand.
Von 1745 bis 1750 war Tiepolo mit Arbeiten im Palazzo Labia in Venedig beschäftigt. Im Anschluss folgte er mit zwei seiner Söhnen der Einladung des Fürstbischofs Karl Philipp von Greiffenclau zu Vollrads nach Würzburg. Damit war Giovanni Battista Tiepolo neben Tizian der bedeutendste italienische Maler, der nach Deutschland reiste und dort arbeitete. Die Arbeiten in der Würzburger Residenz gelten als Hauptwerk Tiepolos. Daneben arbeitete Tiepolo in Franken noch die „Anbetung der Könige“ für die barocke Klosterkirche Münsterschwarzach aus.
Nach der Rückkehr nach Venedig  1753 arbeitete Tiepolo zusammen mit seinem Sohn Giovanni Domenico Tiepolo an der Villa Valmarana ai Nani in Vicenza.
Das Ende seines Lebens erlebte Tiepolo in Madrid. 1761 beauftragte ihn Karl III., den Thronsaal des Palacio Real (Madrid) mit dem Deckenfresko Die Apothese der Spanischen Monarchie auszuschmücken. Mit dem aus der Mode kommenden Rokoko geriet er künstlerisch zunehmend ins Abseits, weil sich der Klassizismus des Hofmalers Anton Raphael Mengs immer mehr durchsetzte. So wurden sieben Altarbilder für eine Kirche in Aranjuez nicht mehr aufgestellt. Gesundheitlich zu schwach für eine Rückkehr nach Italien verstarb Giovanni Battista Tiepolo am 27. März 1770 in Madrid.
Er war der erste Präsident der Accademia di belle arti di Venezia. 2003 wurde der Asteroid (43775) Tiepolo nach ihm benannt.
Fabio Canal, Francesco Lorenzi und Domenico Pasquini zählten zu seinen Schülern.

### Familie
1719 heiratete Tiepolo Maria Cecilia Guardi, die Schwester der zeitgenössischen venezianischen Maler, Francesco und Giovanni Antonio Guardi.
Mit ihr hatte er neun Kinder, von denen vier Töchter und drei Söhne das Erwachsenenalter erreichten. Die Söhne Giovanni Domenico und Lorenzo arbeiteten zunächst als Assistenten und später selbständig und erfuhren Anerkennung, vor allem Giovanni Domenico Tiepolo. Die Söhne malten in ähnlicher Weise wie der Vater, aber in unterschiedlichen Genres und Stilen. Ein dritter Sohn wurde Priester.

## Werk

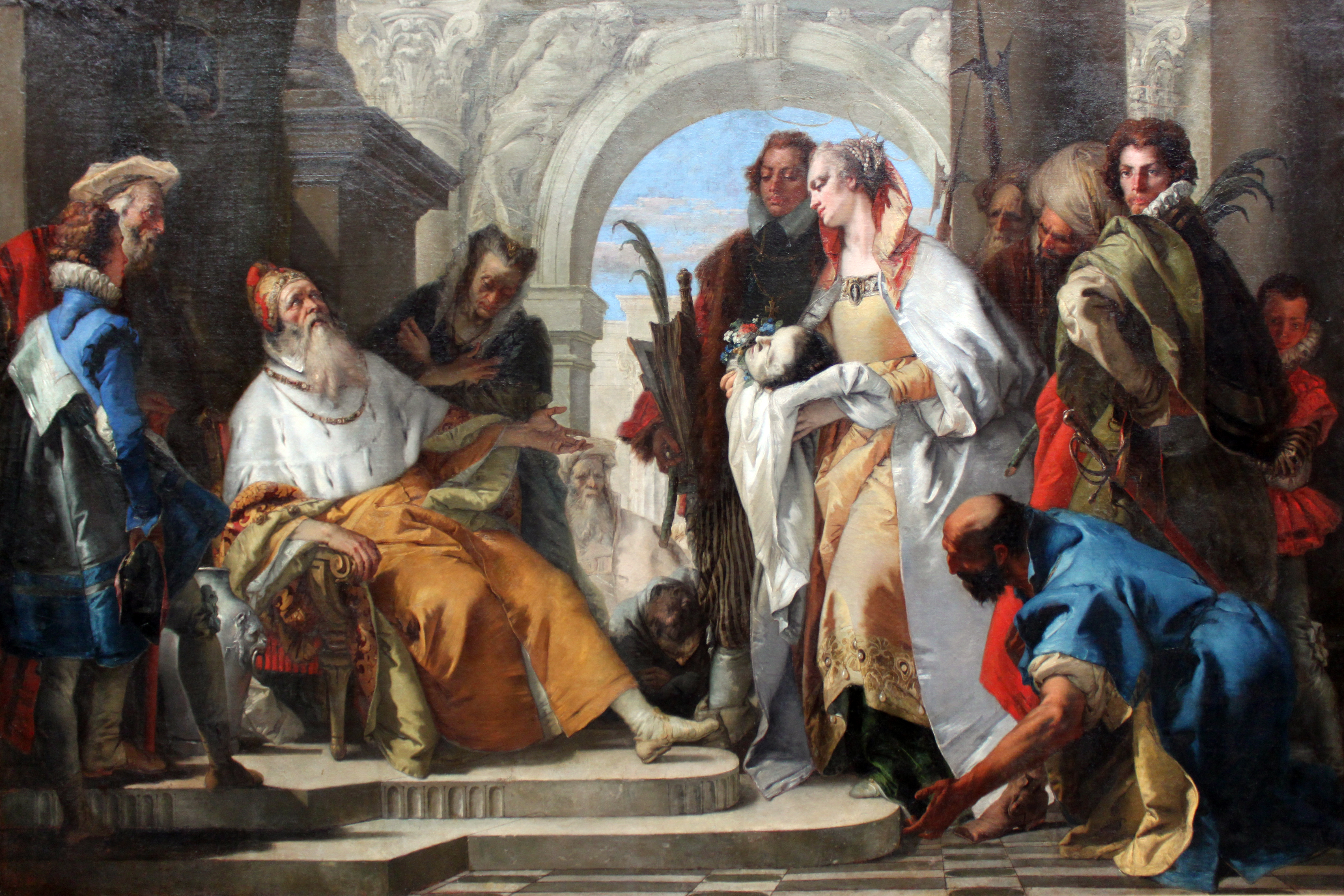
Giovanni Battista Tiepolo, Die Heiligen der Familie Crotta, ca. 1750, Städel Museum, Frankfurt am Main

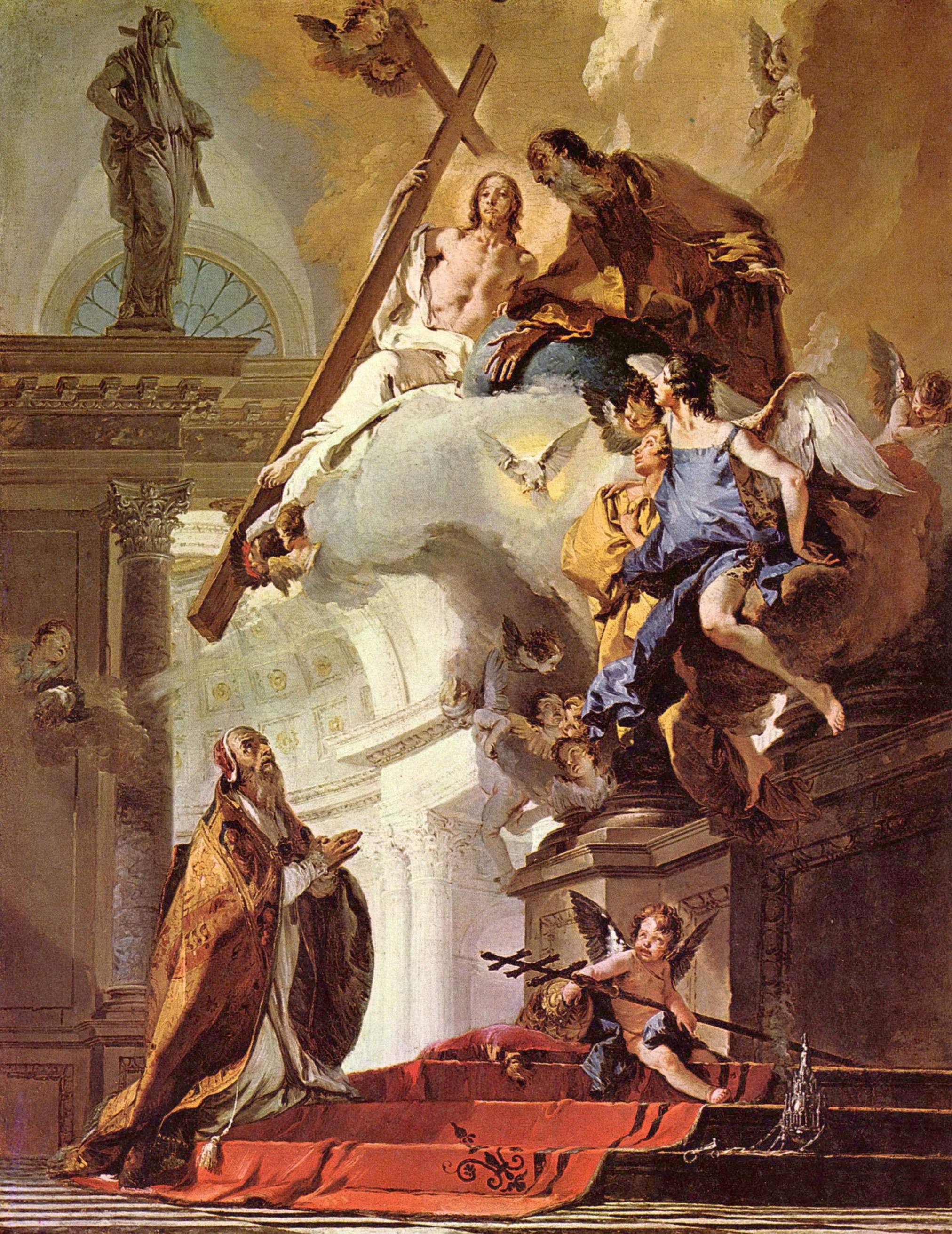
Vision des heiligen Clemens

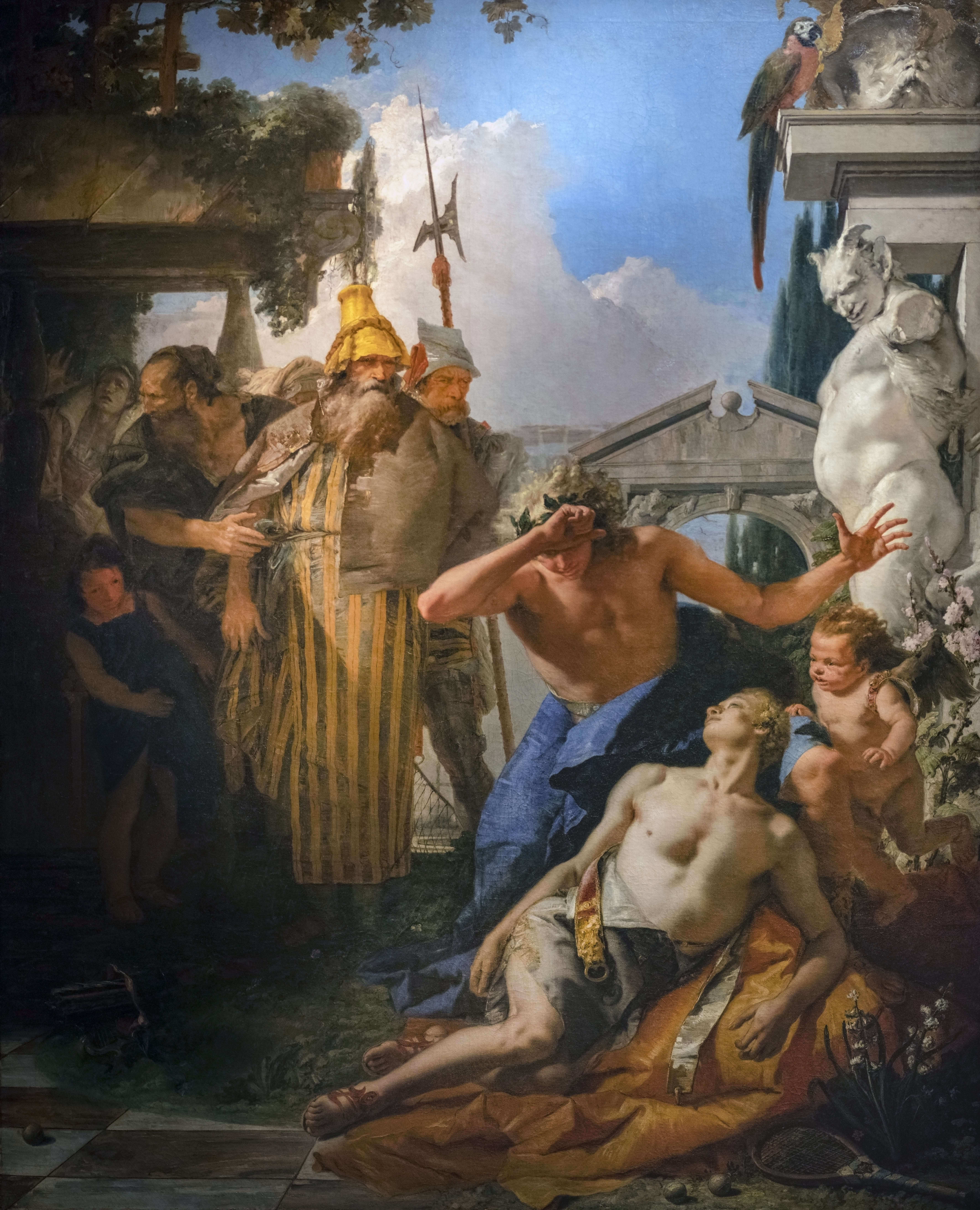
Tod des Hyacinth

Das Gesamtwerk Tiepolos lässt sich in fünf Schaffensphasen unterteilen. Die erste umfasst die Jahre 1715 bis 1730 und damit die Frühphase des Schaffens in Venedig und Udine. Es folgte die erste Reifezeit von 1730 bis 1749, in die Großaufträge aus Bergamo, Mailand und anderen Städten fielen. Die dritte Phase der klassischen Blüte, in die Tiepolos Wirken in Würzburg und die Arbeiten am Palazzo Labia in Venedig und der Villa Valmarana ai Nani bei Vicenza fallen und die die Jahre 1741 bis 1757 umfasst. In die Zeit von 1757 bis 1762 fielen die letzten fünf venezianischen Jahre des Malers und von 1762 bis 1770 folgte die fünfte Phase der Alterswerke in Madrid.
Die Arbeiten in der Würzburger Residenz gelten als das Hauptwerk Giovanni Battista Tiepolos. Das 1753 vollendete Deckenfresko im Treppenhaus zeigt ein die vier Erdteile. Im Kaisersaal zeigen die Fresken die Hochzeit von Friedrich Barbarossa und Beatrix von Burgund, sowie die Belehnung des Fürstbischofs mit den Rechten eines Reichsfürsten. Insgesamt bilden die Würzburger Fresken ein erdumspannendes Staatsgemälde.

## Werke (Auswahl)
- Anbetung der Könige (Alte Pinakothek, München)
- Apoll und Daphne (Louvre, Paris)
- Christus am Ölberg (Nationalgalerie, Athen)
- Apotheose der Familie Barbaro (Metropolitan Museum, New York)
- Apotheose des Admirals Pisani (Palazzo Pisani, Venedig)
- Das Wunder des Heiligen Hauses von Loreto (Accademia, Venedig)
- Deckenfresko im Treppenhaus der Würzburger Residenz
- Altarblätter in der Schönbornkapelle in Würzburg (1752)[14]
- Der hl. Jakobus d. Ä. (Szépművészeti Múzeum, Budapest)
- Der Kampf von Vercellae (Metropolitan Museum, New York)
- Der Lauf des Sonnenwagens (Palazzo Clerici, Mailand)
- Der Triumph des Aurelian (Galleria Sabauda, Turin)
- Der Triumph des Marius (Metropolitan Museum, New York)
- Die Ansprache der Zenobia vor den Soldaten (National Gallery of Art, Washington)
- Die Apostel Thomas und Johannes (Chiesa del Ospedaletto, Venedig)
- Eliezer und Rebecca (Nationalgalerie, Athen)
- Die Marter des hl. Sebastian, 1739, zweiter rechter Seitenaltar, Marienmünster Dießen
- Deckengemälde Scuola Grande dei Carmini, Venedig
- Die Apothese der Spanischen Monarchie 1762–66, Palacio Real in Madrid